# جيف روفين
جيف Rovin هو محرر مجلة أمريكية، كاتبة مستقلة، الكاتب والمؤلف والذي ظهر على قائمة نيويورك تايمز لأفضل البائع.

## سيرة ذاتية
وكان جيف Rovin المحرر العام للقوات المسلحة من ورلد ويكلي نيوز مساعد رئيس التحرير والكاتب لدي سي كوميكس، ومحررا لارين النشر والساحل الدوريات، وكذلك كاتب عمود العلم والإعلام في مثل هذه المجلات والنظير، أومني، و حوش مشهور Filmland.
له كيفية اللعب الكتب لعبة فيديو من 1980s و1990s استراتيجيات مفصلة لعشرات من الألعاب لنظام نينتندو إنترتينمنت، سيجا التكوين، وجيم بوي. وقد سبق هذه السلسلة من صاحب الدليل الكامل لقهر ألعاب الفيديو في عام 1982، وتبعتها سلسلة أعماله Gamemaster التي استمرت حتى أواخر 1990s، والتي بدأت تحتوي على تصنيف العنف عن المباريات المدرجة في هذه الكتب. الناشر Rovin في ذلك الوقت، قرر سانت مارتن، في وقت لاحق لمواصلة «كيفية الفوز في» السلسلة، ولكن هذه المرة كتبه هانك شليزنجر، لتغطية نينتندو 64، ألعاب بلاي ستيشن، والبوكيمون.
الفوزalfawz
انظر أيضًا
فوز ساحق
ترجمات فوز
اسم
victory
انتصار، فوز، نصر، ظفر، ظفر نصر
winning
فوز، كسب، منجم الفحم الحجري
success
نجاح، فوز، توفيق، ظفر، عمل ناجح، ألقى نجاحا
gaining
كسب، فوز، الكسب 
وقد كتب Rovin الموسوعات حول الثقافة الشعبية، بما في ذلك الموسوعة للأبطال الخارقين (حقائق عن الملف، 1985)، موسوعة سوبر الأوغاد (حقائق عن الملف، 1987) المصور موسوعة الحيوانات الكرتون (برنتيس هول، 1991)، وموسوعة حوش (تدقيق العلامة كتب، 1990). وقد عمل في كتب السيرة الذاتية وفيلم عن أولئك الفنانين كما كيلسي جرامر، لانا تيرنر، آدم الغربية، ألين دي جينيريس، جاكي شان، تشارلتون هيستون، إلفيس بريسلي، سيلفستر ستالون وريتشارد بريور، لوقا بيري، جيسون بريستلي، وخوليو إغليسياس، وعلى سلسلة الرسوم المتحركة عائلة سمبسون. بالإضافة إلى ذلك، فقد كتب مسابقة ونكتة الكتب.
الكرتونalkurtun
انظر أيضًا
فيلم كرتون، علبة كرتون
ترجمات كرتون
اسم
cardboard
كرتون، ورق مقوى
pasteboard
كرتون، ورق مقوى 
روايات Rovin هي في مجالات الإثارة والرعب والمغامرة والغموض، بالإضافة إلى المجال العسكري مع الكتب في خمسة القوة وسلسلة أب-مركز توم كلانسي. البروتوكول الاختياري لمركز له توم كلانسي: حرب النسور أصبح نيويورك تايمز أفضل بائع. 

كانت مكتوبة له في وقت لاحق وحدة الكتب أوميغا تحت اسم اسم مستعار جيم الكبرى. ثم بدأ كتابة المزيد من روايات التشويق العسكري تحت اسم بلده، مثل العاصفة أسفل، ارتفاع الميت، وروغ الملاك. 
 في 24 تشرين الأول عام 2016، ظهر في مقابلة على هانيتي، حيث زعم أنه قضى عدة سنوات في العمل بانه «يتدخل» لبيل وهيلاري كلينتون. وقال انه «ثابت» العديد من المشاكل و«قصص قتل» قبل سداد مرشدين والصحفيين. ادعى Rovin أيضا انه كان التحررية ولن لا يدعم كلينتون في انتخابات 2016. 

## فهرس

### خيال

#### روايات بذاتها
- كارثة هيندينبيرغ (1975)
- دليل Transgalactic إلى الطاقة الشمسية نظام M-17 (1981)
- جنون يناير (1984)
- خنجر (1988)
- ستاريك (1989) - مع ساندر الماس
- السهم الأحمر (1990) - مع ساندر الماس
- القط الملائكة (1995)
- صلاة الغروب (1999)
- الحرب الشبح (2000)
- جبريا (2000)
- ارتفاع الميت (2005)
- العاصفة داون (2007)
- ملاك المارقة (2007)
- الشيطان رينجرز (2007) - كتب تحت القلم اسم جيم غرانت
- المحادثات مع الشيطان (2013)
- المياه الباردة (2015)
- صفر-G (2016) - مع وليام شاتنر

#### هوليوود المخبر
1. حامية (1975)
2. وولف (1975)

#### Novelizations والتعادل الإضافية
- يوم كذبة إبريل (1986)
- إعادة الرسوم المتحركة (1987)
- التشويق (1993)
- مورتال كومبات (1995) - الرواية الأصليةbased on the video game
- السهم المكسور (1996)
- لعبة (1997)
- عودة الرجل الذئب (1998) - الرواية الأصلية على أساس حوش العالمي

#### قوة خمسة
1. المقصد: الجزائر (1989)
2. المقصد: ستالينغراد (1989)
3. المقصد: النرويج (1989)

#### توم كلانسي أب سنتر[لغات أخرى]‏
سلسلة إنشاؤها بواسطة توم كلانسي وستيف Pieczenik
1. مرجع مركز (1995)
2. صورة طبق الأصل (1995)
3. الألعاب الخارجية (1996)
4. أعمال الحرب (1997)
5. توازن الطاقة (1998)
6. حالة حصار (1999)
7. فرق تسد (2000)
8. خط التحكم (2001)
9. بعثة الشرف (2002)
10. بحر من النار (2003)
11. الدعوة إلى الخيانة (2004)
12. حرب النسور (2005)

## روابط خارجية
- جيف روفين على موقع ديسكوغز (الإنجليزية)